# Sot de Ferrer (kommunhuvudort)
Sot de Ferrer är en kommunhuvudort i Spanien.   Den ligger i provinsen Província de Castelló och regionen Valencia, i den östra delen av landet, 290 km öster om huvudstaden Madrid. Sot de Ferrer ligger 236 meter över havet och antalet invånare är 504.
Terrängen runt Sot de Ferrer är kuperad åt nordväst, men åt sydost är den platt. Runt Sot de Ferrer är det ganska tätbefolkat, med 65 invånare per kvadratkilometer. Närmaste större samhälle är Sagunto, 17,2 km sydost om Sot de Ferrer. 